# Heidegger e il nazionalsocialismo
Il rapporto tra il filosofo tedesco Martin Heidegger e il nazismo è stato, ed è tuttora, oggetto di una controversia e di diverse interpretazioni da parte degli studiosi. 

A tale dibattito si è aggiunto quello derivato dalla pubblicazione nel 2014 dei primi Quaderni Neri, che hanno rivelato forti presenze di antisemitismo nella sua filosofia.

## La vicenda
La discussione sul presunto coinvolgimento nelle vicende storiche e politiche del nazismo concerne il periodo in cui Heidegger assunse la carica di rettore dell'Università di Friburgo nel 1933. Fu allora che egli aderì al Partito Nazionalsocialista. In questa occasione Heidegger pronunciò un discorso dal titolo L'autoaffermazione dell'università tedesca, nel quale difendeva l'autonomia dell'istituzione universitaria rispetto alla cosiddetta "scienza politicizzata", ma senza alcun riferimento al Partito nazista.

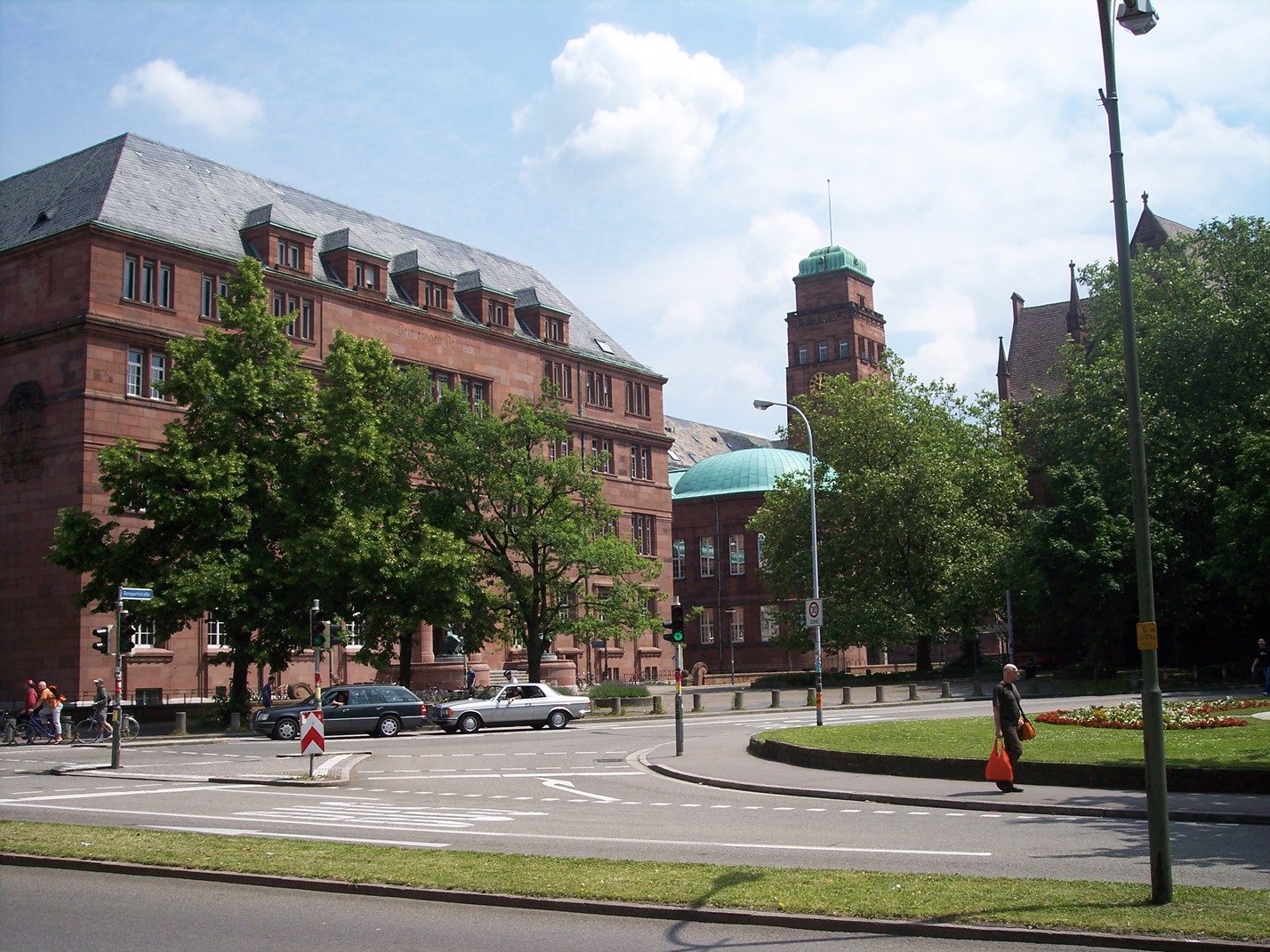
L'Università di Friburgo in Brisgovia

Nello stesso anno, tuttavia, il 3 novembre pronunciò un altro discorso, dal titolo Appello agli studenti tedeschi, in cui si espresse in questi termini: «Non teoremi e idee siano le regole del vostro vivere. Il Führer stesso e solo lui è la realtà tedesca dell'oggi e del domani e la sua legge»; concluse poi il discorso ufficiale con la frase del saluto nazista, «Heil Hitler».
A ogni modo si dimise dall'incarico di rettore nel 1934, pur continuando a insegnare; da quel momento in poi Heidegger non partecipò più direttamente all'azione politica del nazismo.

## Le reazioni
Molte sono state le reazioni e le interpretazioni, in particolare di condanna, seguite a questi discorsi pronunciati dal pensatore tedesco. Alcuni suoi allievi o discepoli, come Karl Löwith o Emmanuel Lévinas, hanno preso le distanze sin dagli anni Trenta e Quaranta, sottolineando anche quanto l'esplicito anti-umanismo dell'opera heideggeriana abbia contribuito, in un certo senso, all'elaborazione di un'ideologia totalitaria, negatrice dei diritti umani quale quella nazista. Altri, come Hans-Georg Gadamer, hanno preso le difese del maestro, sottolineando la superficialità di molte accuse, spesso scarsamente documentate e tendenziose, che non tengono conto di come Heidegger, nei suoi corsi degli anni '30, abbia anzi cercato di mostrare il fondamento nichilistico del nazismo, soprattutto in relazione al biologismo razziale.
In una lettera privata ad Hannah Arendt, sua studentessa e amante per un periodo, Heidegger si difende dalle accuse di antisemitismo. Nell'inverno del 1932/1933 Arendt scrive una lettera a Heidegger chiedendogli se fossero vere alcune dicerie su sue presunte condotte "antisemite", non conserviamo il testo della lettera della Arendt, ma conserviamo la risposta di Heidegger:
(Hannah Arendt Martin Heidegger, lettere 1925-1975, p. 49-50)
Heidegger rispose pubblicamente alle accuse solo in un'intervista del 1966, uscita postuma, in cui sostenne che durante il suo rettorato aveva rifiutato l'ordine di un capo delle SA di affiggere il Manifesto sugli ebrei, proibito il rogo di libri davanti all'università e, come affermò, aveva cercato di non far togliere dalla biblioteca i libri di autori ebrei.
Nel 1987 un libro di Victor Farias ha sollevato nuovamente la polemica, del resto mai sopita, sulla compromissione biografica e filosofica di Heidegger con l'ideologia e la vicenda storica del nazismo. Le tesi di Farias, tuttavia, sono state criticate a fondo da François Fédier, pensatore francese, allievo di Jean Beaufret, che ne ha denunciato la mancanza di basi documentali e l'intento esclusivamente diffamatorio. In ogni caso, ancora oggi molti ritengono che Heidegger non abbia mai pronunciato un'abiura esplicita riguardo al nazismo, sebbene egli in realtà abbia fornito varie spiegazioni del suo coinvolgimento politico, come, ad esempio, in un'intervista al periodico tedesco Der Spiegel, pubblicata, per suo stesso volere, dopo la sua morte.
Si è discusso anche se Heidegger non abbia mai condannato nemmeno l'Olocausto; risulta in effetti che egli non abbia mai pubblicato nulla sul tema, né sui campi di sterminio nazisti, ma che tuttavia li abbia menzionati con accezione negativa in un discorso sulla tecnica e gli usi negativi di essa. In una conferenza del 1949 dal titolo Das Ge-stell ("dell'imposizione"), dichiarò:
«L'agricoltura è ora un'industria motorizzata per la produzione di cibo - in essenza, una cosa analoga alla produzione di corpi nelle camere a gas e nei campi di sterminio, al bloccare e affamare delle nazioni, alla fabbricazione di bombe all'idrogeno».

### Ulteriori reazioni di condanna
Di recente il filosofo torinese Maurizio Ferraris ha ricordato come:
Anche Emmanuel Faye nel suo libro Heidegger. L'introduzione del nazismo nella filosofia, ha sostenuto che l'intero pensiero filosofico di Heidegger sarebbe completamente, seppur in maniera celata, permeato dall'ideologia nazista. Il libro intende dimostrare come non solo la "persona" Heidegger sarebbe stata a pieno titolo inserita negli schemi della burocrazia tedesca di quegli anni, ma come il suo pensiero avrebbe ereditato termini e concetti dalla propaganda nazista; profonde influenze nell'ontologia di Heidegger (quindi, nel settore che più lontano sembra dal fatto politico "privato") avrebbero avuto testi come il Mein Kampf di Adolf Hitler, la cosiddetta "biologia della razza" e le riletture nazionaliste dei poeti del romanticismo tedesco.
Faye propone un ridimensionamento notevole della figura di Heidegger e una relativizzazione del suo pensiero al periodo storico nel quale fu elaborato; esso non si distinguerebbe, se non per sfumature e maggiore abilità di sintesi e organizzazione, dal pensiero dei molteplici intellettuali che operarono nel e a favore del regime nazista, e che con la fine del regime nazista sarebbero divenuti pura e semplice testimonianza di un periodo storico. Faye è anche autore di alcuni articoli di quotidiano, in cui sostiene che già nel 1922 a Todtnauberg, con la moglie Elfride, Heidegger avrebbe predisposto, vicino a un ostello della gioventù, la sua Hütte (capanna, baita), dove la moglie sarebbe stata incaricata, secondo la testimonianza di Günther Anders, di attirare nei movimenti giovanili nazionalsocialisti degli studenti.
Il volume collettaneo del 2007 Heidegger à plus forte raison vuole tuttavia dimostrare la completa inattendibilità del libro di E. Faye.

#### I "Quaderni neri"
Fatta salva quindi l'adesione di Heidegger al nazismo, certamente secondo una visione del tutto personale dello stesso, adesione che egli non ritratterà mai, diversi studiosi si sono interrogati se la sua filosofia potesse contenere anche delle posizioni antisemite.
Hadrien France-Lanord (specialista di Heidegger) nella voce Antisémitisme del Le Dictionnaire Martin Heidegger (curato da Philippe Arjakovsky, François Fédier, Hadrien France-Lanord, Editions du Cerf, 2013) afferma, nel 2013, testualmente (p. 27):
Il rifiuto di considerare Heidegger antisemita, fu la posizione di importanti studiosi quali, ad esempio, il già citato Rüdiger Safranski («Heidegger antisemita? Non lo fu nel senso del folle sistema ideologico dei nazionalsocialisti. Risulta evidente che né nei corsi di lezioni né negli scritti filosofici, né nei suoi discorsi e pamphlets politici si possono trovare osservazioni antisemite e razziste.», p. 309) e Bern Martin.
Donatella Di Cesare  rileva anche come tale posizione di rifiuto nel considerare Heidegger come un "antisemita" sia stata condivisa da molti allievi ebrei di Heidegger quali Karl Löwith, Hans Jonas, Hannah Arendt e Herbert Marcuse che pure non gli fecero mancare critiche.
Nel 2014, tuttavia, la casa editrice tedesca Vittorio Klostermann di Francoforte, casa editrice che cura la Gesamtausgabe di Heidegger prevista in 102 volumi, ha dato alle stampe i volumi n. 94, 95 e 96 contenenti i primi Schwarze Hefte ("Quaderni Neri", taccuini in cui il filosofo raccoglieva, rivedendoli, i suoi pensieri, di fatto una vera e propria opera filosofica) titolati come Überlegungen (Riflessioni, dal II al XV; il I è andato perduto) che coprono il periodo compreso tra il 1931 e il 1941. Questi testi, fino a quel momento sconosciuti in quanto mai pubblicati, contengono delle affermazioni chiaramente antisemite. Così nei 1.694 passaggi numerati nelle Überlegungen (a cui vanno aggiunte le 120 pagine dell'ultimo volume che non contengono la numerazione), Heidegger cita per quattordici volte temi inerenti agli ebrei e all'ebraismo, sette di questi quattordici passaggi sono chiaramente antisemiti.
Il dibattito tra gli studiosi sui temi sollevati dalla pubblicazione dei primi Schwarze Hefte è ancora aperto. Così per lo stesso curatore delle edizioni degli Schwarze Hefte, Peter Trawny, la presenza di tratti antisemiti nel pensiero heideggeriano è indubitabile . La specialista di Heidegger Donatella Di Cesare, nella sua opera Heidegger e gli ebrei - I "Quaderni neri" del 2014, rileva, ad esempio, come la posizione di Heidegger sugli ebrei non possa essere considerata solo in base alla "quantità" dei passaggi degli Überlegungen, quanto piuttosto su come questi "passaggi", unitamente ad altre espressioni maggiormente utilizzate in qualità di "sinonimi", possano far comprendere l'effettiva posizione filosofica di Heidegger sugli ebrei, qui evidentemente intesi come popolo posto al di fuori della storia dell'essere, il che iscriverebbe Heidegger in quella tradizione antigiudaica propria della filosofia tedesca, ad esempio di Kant, Fichte, Hegel e Schopenhauer, nonché di buona parte della passata cultura filosofica europea. La studiosa Francesca Brencio, considerando che la prospettiva ermeneutica di tali affermazioni sia ancora di fatto assente, avanza invece l'ipotesi che tale antisemitismo sia piuttosto legato «alla spietata critica che Heidegger muove al cristianesimo». Di tutt'altro avviso il figlio di Heidegger, Hermann Heidegger, storico e curatore testamentario delle opere del filosofo tedesco, nonché diretto curatore di alcuni volumi della Martin Heidegger Gesamtausgabe che, in un suo articolo del 6 agosto 2015 pubblicato dallo Die Zeit di Amburgo, sostiene che il filosofo non è mai stato antisemita. Allo stesso modo, il principale curatore della Martin Heidegger Gesamtausgabe, Friedrich-Wilhelm von Herrmann, in un articolo a sua firma pubblicato il 4 ottobre 2015 sul quotidiano italiano il Corriere della Sera respinge l'accusa di antisemitismo rivolta al filosofo tedesco, evidenziando come un'analisi strettamente filologica dei termini usati negli Schwarze Hefte conduca a delle conclusioni assolutamente diverse rispetto a quelle finora considerate dai suoi critici e da lui considerate "improvvisate".

### Apologie di Heidegger
Molti studenti di Heidegger, invece, che seguirono direttamente le sue lezioni, hanno preso le sue difese. Lo studente Siegfried Bröse ad esempio, uditore dei corsi di Heidegger dal 1934 al 1944, così si espresse: 
(Da una lettera di Siegfried Bröse al rettore dell'Università di Friburgo, datata 14 gennaio 1946 )
Così Hermine Rohner, allieva di Heidegger dal 1940 al 1943:
(Hermine Rohner, da una lettera alla Badische Zeitung del 13 agosto 1986 )

### Altre prese di posizione

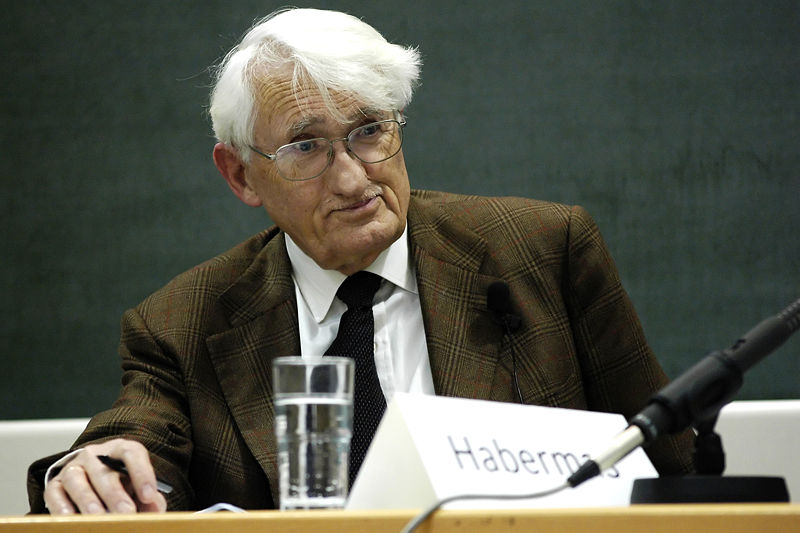
Per Habermas, l'acriticità di Heidegger nei confronti del nazismo sarebbe dovuta alla sua deresponsabilizzante svolta (Kehre) verso l'Essere come Tempo e Storia: «Egli distacca le sue azioni ed affermazioni da sé come persona empirica e le attribuisce ad un destino di cui non si deve rispondere.»

Altri ancora, come Jürgen Habermas, hanno preso una posizione critica nei confronti di Heidegger. Si è anche rilevato che nei riferimenti di Heidegger alla sua situazione storica, che a suo dire vedeva l'Europa stretta «nella grande tenaglia tra Russia e America», fra il totalitarismo sovietico da un lato e il regime monopolista dall'altro, ma accomunati entrambi dal fatto di esprimere «lo stesso triste correre della tecnica scatenata», egli avrebbe espresso l'esigenza insopprimibile di una svolta radicale delle condizioni e delle situazioni storico-linguistiche in cui l'essere umano si trova "gettato" suo malgrado.
Secondo Derrida il cosiddetto «silenzio di Heidegger sul nazismo» sarebbe scaturito invece dalla consapevolezza, da parte del filosofo, della propria inadeguatezza nel misurarsi criticamente con lo spirito di questa ideologia. Recentemente, l'intervista di Heidegger allo Spiegel è stata analizzata dal punto di vista filosofico e psicoanalitico, sulla base dei principi della decostruzione: in particolare, l'intervista è caratterizzata da una serie di lapsus che tradirebbero la "cattiva coscienza" del filosofo di fronte alla "questione ebraica".